# Université fédérale de l'Oural
L'université fédérale de l'Oural nommée d'après le premier président de la Russie B. N. Eltsine (russe : Уральский федеральный университет имени первого Президента России Б. Н. Ельцина, Ouralski federalny ouniversitet imeni pervogo Presidenta Rossii B. N. Ieltsina), abrégé UrFu (russe : УрФУ), est une université russe située à Iekaterinbourg dans l'Oural. L'université fédérale, qui porte le nom du premier président de la fédération de Russie, Boris Eltsine, est créée par la fusion de deux établissements : l'université technique d'État de l'Oural (UGTU-UPI) et l'université d'État de l'Oural Gorki (URGU).

## Histoire de la création
Ces deux établissements ont été fondés par décret de Lénine en octobre 1920 comme parties d’un ensemble, l'université de l’Oural (qui comprenait plusieurs instituts : des mines, polytechnique, de médecine, d’agriculture, pédagogique, de sciences sociales).

## Instituts et départements
- École supérieure d'économie et de gestion (GSEM)
- Institut de chimie et de technologie (ICT)
- Institut de génie civil (ICE)
- Institut de technologies de l'information pédagogique (IEIT)
- Institut d'enseignement fondamental (IFE)
- Institut de formation continue et la formation professionnelle (IFEVT)
- Institut des sciences humaines et des arts (IHA)
- Institut des sciences des matériaux et métallurgie (IMSM)
- Institut de mathématiques et informatique (IMCS)
- Institut de mécanique et de construction de la machine (IMMB)
- Institut d'enseignement technique et de sécurité militaire (IMTES)
- Institut des sciences naturelles (INS)
- Institut de la politique de l'éducation, le sport et la jeunesse physique (IPESYP)
- Institut de physique et de technologie (PhysTech)
- Institut des technologies de l'information et de radioélectronique (IRIT)
- Institut des sciences sociales et politiques (ISPS)
- Institut de l'État et la gouvernance d'entreprise (ISGB)
- Institut de l'Oural de l'énergie (UralENIN)
- Centre d'enseignement et de recherche spécialisé
- Département de l'éducation à distance
- Département de la formation du personnel
- Département de l'éducation instantanée

## Relations internationales
L'université est membre de l’Université de l'Arctique. UArctic est un réseau international d’universités, d’instituts de recherche et d’organisations ayant pour but de promouvoir, coordonner et soutenir la recherche ainsi que l’éducation en régions arctiques. Cependant, depuis le début de la guerre russo-ukrainienne, la collaboration a été interrompue.

## Enseignants renommés
- Elena Berezovitch
- Isaak Kikoïne
- Aleksandr Matveïev
- Marina Zaguidoullina

## Anciens élèves renommés
- Galina Karelova (1950-), femme politique russe.